# Virtuelle Tierchen

Visualisierung einer explorativen Tastsimulation

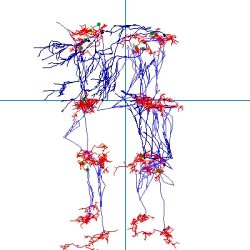
Implementation des Modells eines Fraktales Neuritenwachstum am Beispiel des Strickleiternervensystems eines virtuellen Wurms

Konnektionistische Netzstruktur eines „Tast-Tierchens“

Virtuelle Tierchen (VT) sind simulierte Multiagentensysteme in einer künstlichen biologischen Umgebung. Sie dienen der Untersuchung emergenter Eigenschaften auf Basis neurobiologischer Grundlagen.
Als Ausgangssituation dient ein Experiment, zu dem ein unterliegendes inneres Modell (Arbeitstheorie) existiert, das das Verhalten des Untersuchungsgegenstandes hinreichend beschreibt. Dies kann zum Beispiel eine Hypothese zum Fortbewegungsmechanismus einer Qualle oder ein neuronales Modell zum Integrieren von Licht-/Tast-/Vibrationsereignissen
sein. Insbesondere eignen sich solche Modelle, die nicht direkt im Experiment zugängliche Parameter verwenden.
Für das VT wird eine entsprechende virtuelle Umgebung geschaffen,
die die wesentlichen Modellparameter implementiert.
In dem virtuellen Experiment können nun die Umweltparameter frei gewählt werden. Das proaktive Virtuelle Tierchen interagiert mit sich und der Umwelt, je nach Experiment auch mit weiteren Virtuellen Tierchen.
Im Vergleich zu den entsprechenden realen Experimenten kann nun die Güte des unterliegenden Modells anhand des „Normalbetriebs“ geprüft werden. Weiterhin kann aber auch Verhalten in Grenzbereichen erforscht werden, die im realen Experiment nicht (praktisch oder nur unter ethisch nicht tolerierbaren Umständen) möglich wären. Als ein Gütekriterium des Modells kann gelten, wenn das Virtuelle Tierchen emergente Eigenschaften aufweist, die das reale Pendant auch zeigt.
Während künstliches Leben auch rein algorithmisch biologische und soziale Prozesse berechnet (zum Beispiel die Lösung des Problems des Handlungsreisenden durch Ameisen), basieren Virtuelle Tierchen auf konnektionistischen neuronalen Netzen. Neben klassischen assoziativen Netzarchitekturen, Lernen durch Belohnung und Bestrafung, hierarchische neuronale Konzeptbildung kommen ggfs. Körperintelligenz, Adaptation, Bahnung, Depression und fraktale Strukturbildung zum Einsatz.
Virtuelle Tierchen sind bottom-up orientiert. Es wird nicht ausschließlich die Leistungsfähigkeit in Hinblick auf konkrete Zielsetzungen (wie zum Beispiel Nahrungssuche oder Fluchtverhalten) analysiert, sondern auch eventuelle fehlerhafte Assoziationen. Minimale Änderungen in einer bestehenden Netzstruktur, beispielsweise die Simulation partiellen Absterbens von Neuronen, kann unerwartete statistische Eigenschaften hervorrufen. Das Design der Netzstruktur ist nicht konkret vorgegeben. Das eingesetzte Neuronenmodell ist idealerweise biologienah und operiert auf lokalen Regeln wie zum Beispiel Hebb-Lernen, selbstorganisierenden Karten oder Strukturplastizität.
Im Hinblick auf die evolutionäre Entwicklung üben Nervensysteme zunächst nur sehr einfache und reflexartige Funktionen aus, die für das Überleben funktional sind. Mit zunehmender Zerebralisation und Zephalisation des Nervensystems wird die neuronale interne Repräsentation komplexer und erlaubt eine flexiblere Anpassung an unterschiedliche Umgebungen und Ökosysteme (Selektionsdruck). Vorbilder für Virtuelle Tierchen sind zum Beispiel Pheromon orientierte Ameisen, Termiten, Aplysia, Würmer, Weichtiere und andere Evertebraten sowie einfache
Vertebraten. Die konkrete Implementierung ist oft abstrakter und simuliert allgemeinere Problemstellungen wie zum Beispiel Nahrungssuche, einfache Klassifikationen, Exploration sowie Sozialverhalten.